# برهنه بر ماه
برهنه بر ماه (انگلیسی: Nude on the Moon) یک فیلم علمی تخیلی برهنه‌گرایانه به کارگردانی دوریس ویشمن است که در سال ۱۹۶۱ منتشر شد و امروزه یک فیلم کالت محسوب می‌شود. صحنه‌های ماه در قلعهٔ مرجانی هومستد، فلوریدا تصویربرداری شد.